# Johann Georg Seiller
Johann Georg Seiller (* 27. August 1663 in Schaffhausen; † 12. Januar 1740 ebenda) war ein Schweizer Kupferstecher.
Er absolvierte vor 1690 eine Schabkunstlehre bei Philipp Kilian in Augsburg. Vermutlich war er anschließend in Rom als Kupferstecher tätig. 1692 heiratete er Anna Catharina Im Thurn. Er fertigte Ansichten von Schweizer Wasserfällen und Bergen sowie Porträts von Fürsten, Gelehrten, Künstlern, Staatsmännern und anderen Persönlichkeiten.